# 3628 Божнемцова
3628 Божнемцова (3628 Božněmcová) — астероїд головного поясу, відкритий 25 листопада 1979 року.
Тіссеранів параметр щодо Юпітера — 3,373.